# Said Manafi

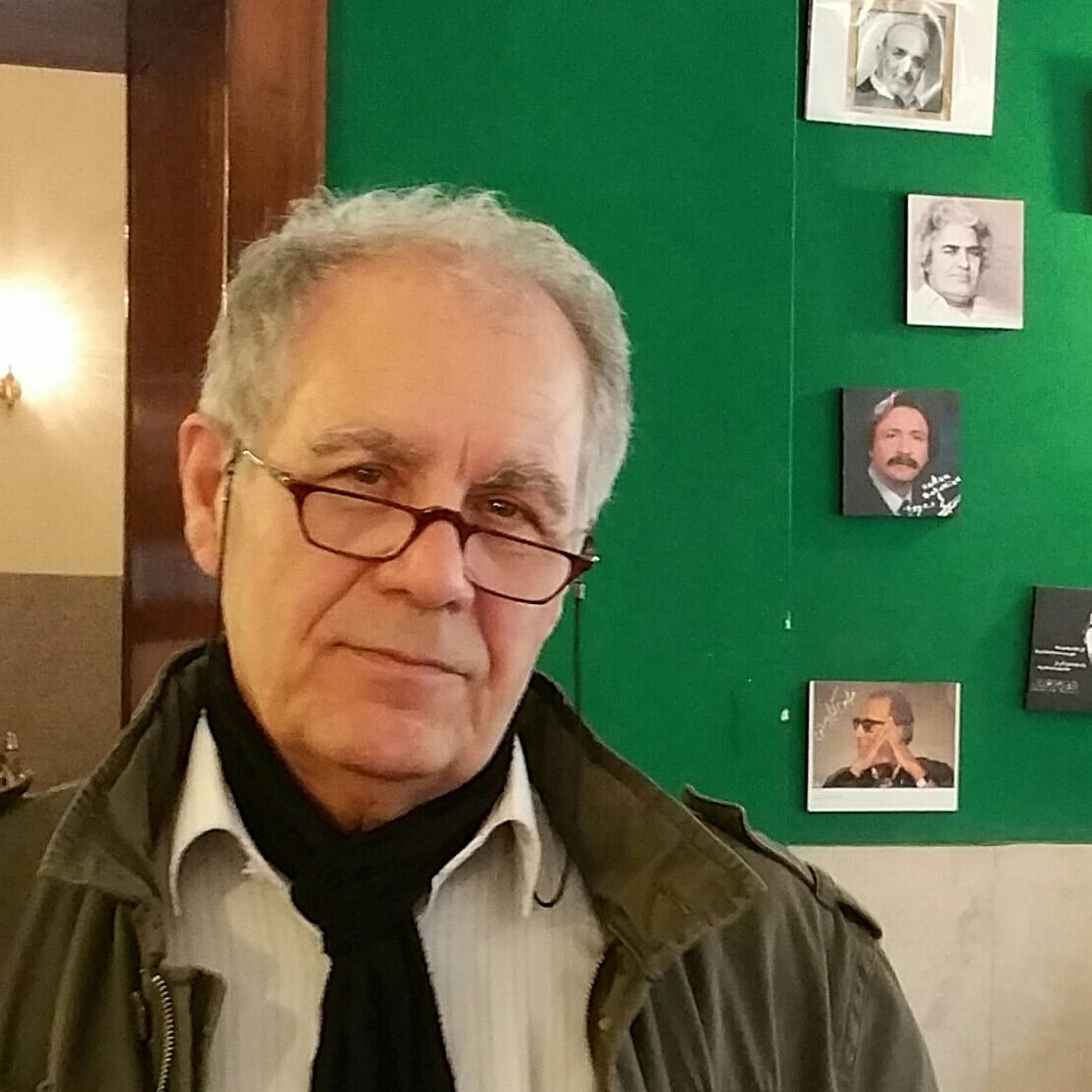
Said Manafi (2016)

Said Manafi (* 9. August 1943 in Täbris) ist ein iranisch-österreichischer Regisseur und Kameramann.

## Leben
Said Manafi kam zum Studium an der Filmakademie nach Wien. Er absolvierte ein Doppelstudium in den Fächern Regie und Produktion an der Hochschule für Musik und darstellende Kunst Wien, Abteilung Film und Fernsehen und ein Doktoratsstudium an der Universität für Angewandte Kunst Wien, Abteilung Kultur- und Geistesgeschichte.
Manafi ist als freischaffender Regisseur und Kameramann in diversen Film- und Fernsehproduktionen (u. a. ORF, Sascha-Film, Televisfilm, Cinecoop, Wien-Film und SHB-Film) tätig. Ab 1997 arbeitete er im Bundesinstitut für den Wissenschaftlichen Film (ÖWF) mit Schwerpunkt Herstellung von diversen Dokumentationen im Bereich Ethnologie, verantwortlich für Regie und Herstellung des Drehbuchs in Zusammenarbeit mit diversen wissenschaftlichen Autoren. In der Zeit von 1997 bis 2009 war er Regisseur und Kameramann in der Österreichischen Mediathek. Seine Filme wurden in Werkschauen (unter anderem im Votiv-Sommerkino 1994) und Filmwochen in Österreich und im Iran gezeigt.
Manafi übernimmt in unregelmäßigen Abständen Lehrtätigkeiten im Bereich Film und Video mit den Schwerpunkten Dramaturgie und Realisation des Dokumentarfilms.
Manafi ist Mitbegründer der Austrian Filmmaker-Cooperation und des Vereins Iranischer Künstler in Österreich. Er war Mitglied des Österreichischen Kameraverbands, ist Mitglied des Iranischen Dokumentarfilmverbands, Khaneh Cinama und seit 2019 Mitglied im Künstlerhaus Wien.

## Filmographie / Veröffentlichungen
- 1975 „Für die Vergessenen“ – Amnesty International – Dokumentarfilm
- 1976 „Vineta“, Theaterstück – Videoprojekt
- 1977 „Haiti, Afrika in der Karibik“ – Dokumentarfilm
- 1978 „Reise des Raumes in der Linie der Zeit“ – Experimentalfilm
- 1979 „O mein Jojo“ – Portrait eines Clowns – Doku-Spielfilm
- 1980 „The Hangman of the Fidji Islands“ – Portrait eines arbeitslosen Henkers
- 1981 „Karl Renner und seine Zeit“ – Zeitgeschichte; zusammen mit Norbert Leser
- 1982 „Impression einer Bewegung“ – gemeinsam mit diversen österreichischen „Künstler für den Frieden“.[2]
- 1983 „Der Mäusesieg“ – persische Fabel – Animationsfilm.
- 1984 „Timghriwin“ – kollektive Hochzeit im Hohen Atlas, Autor N. Mylius
- 1985 „Alle Götter essen“ – Eine Voodo-Zeremonie in Port au Prince
- 1987/88 „Aufbruch ins Leid. März 1938“, Dokumentation
- 1988 „Autismus – der Schritt zum Du“, gemeinsam mit der Universität Wien
- 1990 „Accompong – schwarze Rebellen in Jamaica“ historisch und kultureller Widerstand der Rastafari heute, Autor und Produktionsleiter DDr. W. Zips, Universität Wien, Narration Axel Corti.
- 1991 „Bir Gün (a Day)“, Portrait eines Dorfes in Anatolien, gemeinsam mit Werner Bauer
- 1991 „Mit Haut und Haar“, Doku. Das 500 Jahre alte Gerberviertel in Istanbul vor der Schleifung, gemeinsam mit Werner Bauer
- 1993–1995 „In Sivas wachsen die Dichter“ – Aleviten in der Türkei, Dokumentarfilm, gemeinsam mit Werner Bauer
- 1994/95 „Sozialer Wohnbau in Wien“ (vom Karl-Marx-Hof bis zu Reihenhäusern), im Auftrag der Gemeinde Wien
- 1999 „Der andere“, Kurzspielfilm (d. letzten Stunden von Marcus Omofuma)
- 1997–2009 Dokumentationen für die Österreichische Mediathek, verantwortlich für die Gestaltung von mehr als 100 Videoprojekten aus den Bereichen Literatur, Politik, Wissenschaft, Kunst und Alltag, Oral-Storys von einfachen Handwerkern wie auch von prominenten Künstlern und Wissenschaftlern Siehe Kataloge der Österreichischen Mediathek.[3]
- 2012 "Abbas Kiarostami – Kino der Poesie und Modernität", Biografie über Abbas Kiarostami

## Auszeichnungen
- „O mein Jojo“, Internationales Filmfestival Moskau, Österreichischer Beitrag, Ehrendiplom 1981.
- „The Hangman of the Fidji Islands“, Österreichischer Beitrag beim internationalen Londoner Filmfestival, Honor 1983.
- „Timghriwin. Kollektive Hochzeit im Hohen Atlas“, Nominierung für Goldenen Kader in Wien 1988, Internationales Teheraner Filmfestival 1988 mit Bronze-Skulptur, Semana International de Cine Ronda, Spanien 1987 (Mencion de Honor).
- „Autismus“, International Educational Filmfestival Iran 1989 – Bronze-Statuette.
- „Atomabsorbation“, Festival Nitra, CSSR 1989, 2. Preis.
- „Bir Gün – ein Tag“, 6th Annual Pärnu International Visual Anthropology Festival: Spezialpreis der Jury 1991.
- „Mit Haut und Haar“, XV Semana Internacional de Cine Cientifico in Ronda, Spanien 1992: Auszeichnung für den besten Schnitt.
- „In Sivas wachsen die Dichter“, Cinema du Reel, Paris, Bilan de Film Etnografic 1997, Juryleitung Jean Rouch, mit dem „Prix Bartok“.
- „In Sivas wachsen die Dichter“, 9. Internat. Ethno-Dokumentarfilmfestival Sizilien, Italien 1999: Bester Film des Festivals mit ATS 120.000 prämiert.
- „Der andere“, 15. Internat. Filmfestival Black Cinema Berlin 2000: Bester Film in seiner Kategorie.

## Belege
1. ↑  Mitgliederverzeichnis Künstlerhaus
2. ↑  Kurzfassung des Filmes
3. ↑  Said Manafi im Gesamtkatalog der Österreichischen Mediathek

| Personendaten    | Personendaten                                      |
| ---------------- | -------------------------------------------------- |
| NAME             | Manafi, Said                                       |
| KURZBESCHREIBUNG | iranisch-österreichischer Regisseur und Kameramann |
| GEBURTSDATUM     | 9. August 1943                                     |
| GEBURTSORT       | Täbris                                             |